# Trebel
Die Trebel ist ein etwa 70 km, mit längstem Quellbach fast 87 km langer Fluss in Mecklenburg-Vorpommern. Der Name kommt aus dem Slawischen und bedeutet so viel wie Fluss durch Rodeland. Bei der Verleihung der Stadtrechte von Tribsees durch Wizlaw II. im Jahre 1285 wird die Trebel zum ersten Mal erwähnt.
Da es in Vorpommern zwischen Stralsund, Tribsees, Demmin und Greifswald zahlreiche Urstromtäler gibt, ist die Trebel durch Gräben und Bäche mit mehreren anderen Gewässern vernetzt.
Die Poggendorfer Trebel als längster Quellbach entspringt in Zarnewanz 22,5 Meter über NHN. Die Kronhorster Trebel als weiterer Quellfluss entspringt südöstlich von Franzburg. Beide vereinigen sich 3,8 Meter über dem Meer in Grimmen.

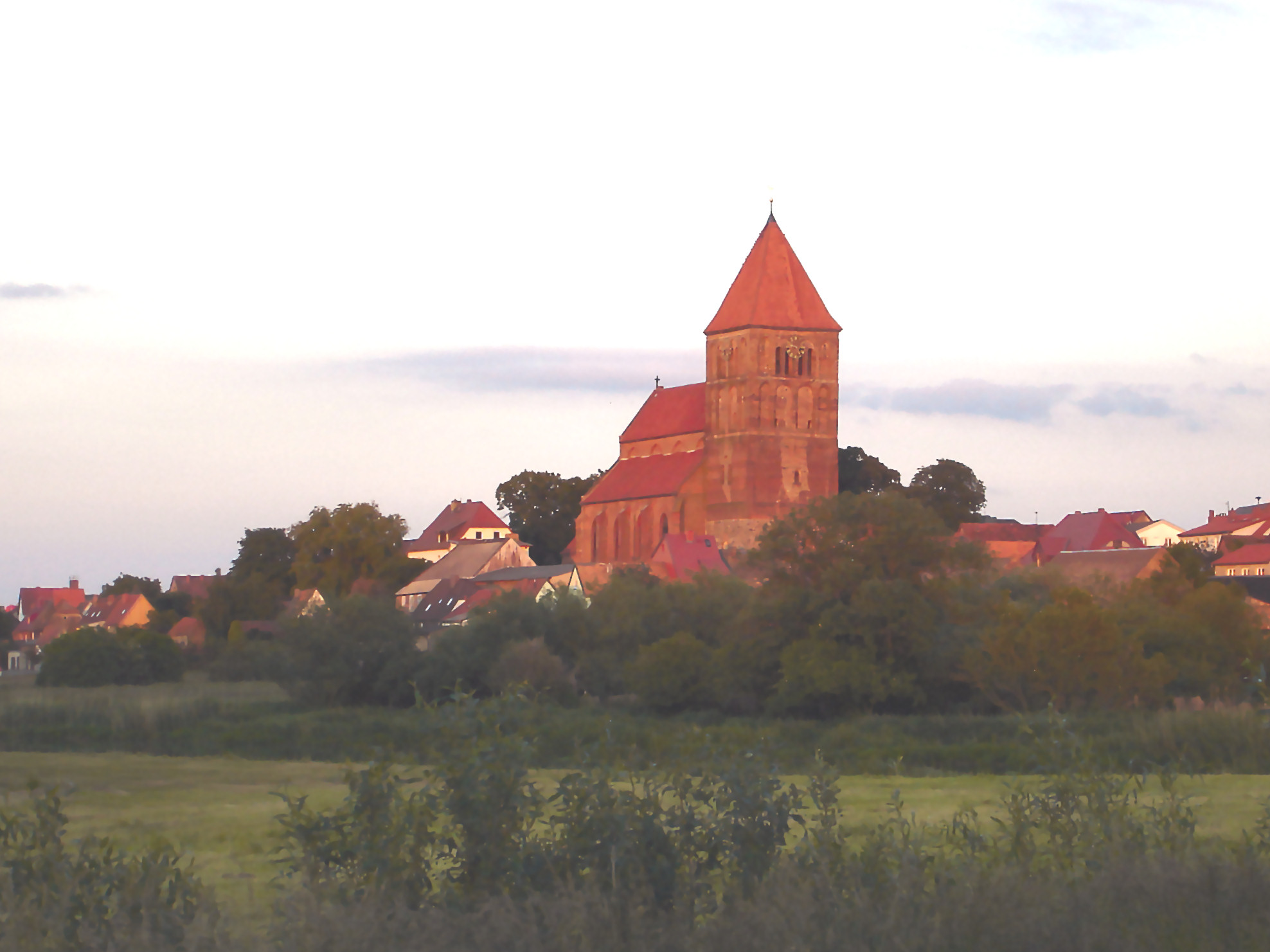
Tribsees mit Trebel

Von Grimmen fließt die Trebel zunächst an Quitzin vorbei in Richtung Westen. Etwa drei Kilometer, nachdem vom nördlich gelegenen Franzburg her auf 0,8 Meter über NHN die Blinde Trebel eingemündet ist, wendet sie sich westlich um Tribsees herum nach Süden. Hier gab es bis Anfang des 20. Jahrhunderts einen kleinen Schifffahrtskanal zum 6 km entfernten Bad Sülze an der Recknitz. Vom Beginn des Trebelbogens knapp oberhalb von Tribsees bis zur Mündung der Peene in den Peenestrom bei Demmin liegt die Gewässersohle durchgängig unter dem Meeresspiegel, wie in der Recknitz ab Bad Sülze. 
Von Tribsees bis kurz vor Demmin ist die Trebel die historische Grenze zwischen Mecklenburg und Pommern. Der alte Grenzverlauf ist bis heute teilweise erhalten als Südgrenze des Landkreises Vorpommern-Rügen. In den 1950er Jahren wurde unterhalb von Tribsees jedoch ein Stück des natürlichen Flusses durch den Trebelkanal ersetzt. Nach der Einmündung der Warbel bei Bassendorf (zu Deyelsdorf) fließt die Trebel zunehmend südostwärts. In dem nördlich und südwestlich vom Lauf der Trebel begrenzten Dreieck befindet sich ein kompliziertes Netz von Gräben mit unterschiedlichen Fließrichtungen, die untereinander verbunden sind und an mehreren Stellen an Trebel und Peene anschließen. Dazu gehören Ibitzgraben und Ibitzbach zwischen Siemersdorf (zu Tribsees) an der Trebel und Loitz an der Peene und der Rote Brückengraben zwischen Ibitzgraben und Nehringen (zu Grammendorf) an der Trebel.  In Demmin mündet sie in die Peene, 0,1 Meter über NHN.
Der Fluss ist ein bekanntes und beliebtes Wasserwander- und Anglerrevier. In Nehringen und in Tribsees befinden sich Wasserwanderrastplätze.
In den Jahren 1998 bis 2001 wurden im Rahmen eines LIFE-Projektes umfangreiche Renaturierungsmaßnahmen im Bereich Grenztalmoor bis Bassendorf vollzogen mit dem Ziel, natürliche Wasserverhältnisse zu erhalten und die trockengelegten Moore wieder zu vernässen.